# Siberia Reloaded
Siberia Reloaded è il diciannovesimo album discografico dei Diaframma, pubblicato il 23 settembre 2016. 

## Il disco
A seguito dell'inserimento di Siberia nella classifica dei 100 dischi italiani più belli di sempre secondo Rolling Stone Italia, la band decide di registrare nuovamente il disco chiamandolo "Reloaded".
A differenza dell'antenato, questo disco ha alla voce Federico Fiumani, contiene le tracce del disco originale più 5 bonus tracks originali e degli intramezzi strumentali ad opera del Bassista e produttore Gianni Maroccolo
Testi e musiche di Federico Fiumani.
1. Siberia – 3:45
2. Gianni Maroccolo – Brevilinea 17 – 2:48 (musica: Maroccolo)
3. Neogrigio – 3:32
4. Gianni Maroccolo – Brevilinea 80 – 2:48 (musica: Maroccolo)
5. Impronte – 3:59
6. Gianni Maroccolo – Brevilinea 83 – 2:48 (musica: Maroccolo)
7. Amsterdam – 5:49
8. DeLorenzo – 3:18
9. Gianni Maroccolo – Notti Che Ritornano – 1:42 (musica: Maroccolo)
10. Memoria – 3:40
11. Gianni Maroccolo – Brevilinea Umbe' – 1:46 (musica: Maroccolo)
12. Specchi D'Acqua – 4:45
13. Gianni Maroccolo – Brevilinea Alcoolica – 2:27 (musica: Maroccolo)
14. Desiderio Del Nulla – 4:09
15. Gianni Maroccolo – Notti che non Ritornano – 4:57 (musica: Maroccolo)
16. Same – 4:37
17. Evencelado – 7:29
18. Niente – 3:40
19. Non Morire – 4:39
20. Lanterna Cieca – 4:18
21. Taranto 1982 – 3:26

## Accoglienza
Il disco ha ricevuto un'accoglienza mista da critica e pubblico. Alcuni hanno lodato la riscoperta di un capolavoro come l'originale datato 1984, mentre altri l'hanno visto come uno sguardo al passato.
Tuttavia il tour seguente ha registrato un ottimo afflusso di pubblico.

## Formazione
- Federico Fiumani - Voce, Chitarra
- Edoardo Daidone -  Chitarra
- Luca Cantasano - Basso
- Lorenzo Moretto - Batteria

Aggiuntivi:
- Gianni Maroccolo - Basso, Strumentali
- Manuele Fior - copertina, Illustrazioni Grafiche